# Mikhaylov Point
Der Mikhaylov Point ist eine Landspitze, die den südlichen Ausläufer von Visokoi Island im Archipel der Südlichen Sandwichinseln bildet.
Wissenschaftler der britischen Discovery Investigations benannten sie im Zuge von 1930 durchgeführten Vermessungen als Low Point (englisch für Niedrige Landspitze). Das UK Antarctic Place-Names Committee nahm 1955 eine Änderung dieser profanen Benennung vor. Neuer Namensgeber ist Pawel Nikolajewitsch Michailow (1786–1840), russischer Maler und Zeichner sowie Teilnehmer an der ersten russischen Antarktisexpedition (1819–1821) unter der Leitung von Fabian Gottlieb von Bellingshausen.